# ياسر حسان
ياسر حسان هو سياسي واقتصادي ورجل أعمال مصري، شارك في ثورتي 25 يناير و30 يوينو، وكان عضواً في الهيئة العليا لحزب الوفد ورئيساً للإعلام بالحزب، وهى الهيئة العليا التي شاركت في ثورة يناير وثورة 30 يونيو وسطرت جزءاً من أهم أحداث مصر والوفد في العصر الحديث في الحزب، كان مسئولاً عن التواصل مع وسائل الإعلام وتوضيح مواقف وآراء حزب الوفد وجبهة الإنقاذ في كافة الأحداث السياسية التي أعقبت ثورة يناير.

## نشأته
ولد ياسر عبد العزيز مصطفي حسان في 17 مارس عام 1972 بمدينة القاهرة، والده هو "عبد العزيز مصطفي حسان" الذي عمل قاضياً ومستشاراً قانونياً، وترجع أصول عائلته إلى مدينة منيا القمح بمحافظة الشرقية بمصر.

## المؤهلات العلمية
تخرج الدكتور ياسر حسان في كلية الحقوق جامعة القاهرة عام 1993، ثم حصل على درجة الماجستير في إدارة الأعمال من جامعة أسلسكا، ودرجة الماجستير الفلسفية من كلية ماستريخت لإدارة الأعمال في هولندا.
حصل "حسان" بعد ذلك علي درجة الدكتوراة في اقتصاديات الأعمال من نفس الجامعة عن بحث حول التجارة الإلكترونية في مصر، ثم درجة الدكتوراة في الاقتصاد السياسي من جامعة SMC University في سويسرا عن بحث حول اتفاقيات التجارة الحرة وتأثيرها على صناعة النسيج. ونُشر له عدة أبحاث أكاديمية وينشر مقالات عن الاقتصاد السياسي والاقتصاد الرقمي بشكل دوري.

## النشاط السياسي
انضم الدكتور ياسر حسان لحزب الوفد في عهد الدكتور نعمان جمعة وأصبح مقرراً للجنة الإعلام بالحزب. شارك كعضو في اللجنة المشرفة علي حملة الانتخابات الرئاسية للوفد عام 2005، ونائباً لرئيس غرفة العمليات في الانتخابات البرلمانية في نوفمبر 2005.
ترأّس "حسان" الوفد السياسي المصري لشباب القيادات السياسية إلى الولايات المتحدة عام 2007.
أصبح "حسان" عضواً بالهيئة العليا لحزب الوفد من عام 2011 حتى عام 2015، وهى الهيئة العليا التي شاركت في ثورة يناير وثورة 30 يونية وسطرت جزءاً من أهم أحداث مصر والوفد في العصر الحديث.
كان "حسان" من أهم داعمين السيد عمرو موسي في انتخابات رئاسة الجمهورية عام 2012، وصوت في الهيئة لعليا ليكون عمرو موسي مرشح حزب الوفد في هذه الانتخابات.
شارك للمرة الأولى في الانتخابات البرلمانية عام 2015 في دائرة انتخابية مستحدثة، ورغم عدم التوفيق إلا أن حملته خاضت معركة قوية، وكانت أفضل حملات مرشحي الحزب من حيث المضمون وكثافة الإعلان.
ترأّس "حسان" لجنة الإعلام بحزب الوفد منذ عام 2012، وكان للجنة دور رئيسي في التواصل مع وسائل الإعلام لتوضيح مواقف وآراء حزب الوفد وجبهة الإنقاذ في كافة الأحداث السياسية التي أعقبت ثورة يناير، ومتابعة آداء مرشحي حزب الوفد في الانتخابات البرلمانية 2011، والانتخابات البرلمانية 2014، وتنظيم اللقاءات الإعلامية لمرشحي الوفد، ونشر أخبار تلك الفعاليات في الوسائل الإعلامية المختلفة. 
عقدت لجنة الإعلام برئاسة "حسان" العديد من الندوات مع كبار السياسيين ورجال الفكر، كانت محل اهتمام الإعلام المحلي والخارجي .. من أبرزهم السيد عمرو موسى - الإعلامي حمدي الكنيسي نقيب الإعلاميين – اللواء رفعت قمصان مساعد رئيس الوزراء – والسفير محمد العرابي وزير الخارجية الأسبق.
وأعادت لجنة الإعلام الدورات التثقيفية إلي الوفد من فكرة "دورة اليوم الواحد"، وأقيمت الندوات في المقر الرئيسي ثم انتقلت إلى العديد من المحافظات داخل مصر.

## بيت الخبرة البرلماني
شهدت السنوات التالية للانتخابات البرلمانية 2015 حَراكاً سياسياً وتشريعياً للوفد، ومع تشكيل بيت الخبرة البرلماني قدّم بيت الخبرة أهم القوانين وطلبات الإحاطة والبيانات العاجلة والاستجواب والتي شكلت 25% من مجمل الآداء البرلماني لمجلس النواب مجتمعا، وكان الدكتور ياسر حسان شريكاً رئيسياً وفاعلاً فيها من خلال لجنة الإعلام، وبيت الخبرة البرلماني، ومعهد الدراسات السياسية.. من أهم هذه التقارير والقوانين:
- كُلّف "حسان" بالرد على موازنة الحكومة الحالية عام 2016 وأعد وأصاغ بيان الوفد الذي ألقاه السيد المستشار رئيس الهيئة البرلمانية للوفد.[12][13]
- ترأّس "حسان" لجنة الوفد المكلفة بتحليل آخر موازنتين للدولة وإعداد تقرير ورأي الوفد بشأنها وعرضه بمجلس النواب، وهو التقرير الذي أشادت به وسائل الإعلام والصحافة وكان محل تقدير رجال الاقتصاد.[14]
- التواصل مع نقابة الطيارين المدنيين والمشاركة في إعداد مشروع قانون خاص ومقدم إلى مجلس النواب لإنشاء أول نقابة مهنية لطياري مصر.
- المشاركة في مشروع تعديل قانون الموازنة العامة للدولة المقدم بمجلس النواب.
- المشاركة في مشروع تعديل قانون البنك المركزي المصري المقدم بمجلس النواب.
- المشاركة في إعداد تقارير الوفد الأربعة بشأن اتفاقية ترسيم الحدود "تيران وصنافير" وعرضها أمام مجلس النواب باسم الوفد.
- المشاركة وإعداد حوارات مجتمعية وإعداد تقرير باسم الوفد يتضمن مقترحات تعديل على مشروع قانون الحكومة بشأن التننظيم المؤسسي للصحافة والإعلام وتقديمه لمجلس النواب الصادر في 2016، ثم وضع رؤية الوفد في قانون الإعلام وتقديم المقترحات باسم الوفد بشأن مشروع قانون نقابة الإعلام الصادر في 2016 للهيئة البرلمانية للوفد.
- إعداد حوار مجتمعي وتقرير بمقترحات تعديل باسم الوفد بشأن مشروع قانون نقابة الإعلام الصادر في 2016.
- إعداد تقرير خاص حول قانون القيمة المضافة وأسباب رفضه الشخصي له.
- إعداد تقرير الوفد بشأن رفض قانون النقابات العمالية الجديد.
- ساهم الدكتور ياسر حسان في دعم الدورات التثقيفية التي قدمها معهد الدراسات السياسية في حزب الوفد من خلال إعداد المادة العلمية للدورات والمشاركة في بعضها محاضراً في المجالات السياسية والاقتصادية والإعلامية.[15][16][17]

## السيرة المهنية
يُعد الدكتور ياسر حسان أحد خبراء مجال الإعلام والتجارة الإلكترونية في العالم العربي، كما يشغل منصب نائب رئيس غرفة صناعة الإعلان باتحاد الصناعات المصرية.
يعمل الدكتور ياسر حسان في مجال الاقتصاد الرقمي ويترأس إدارة شركة "مسك كومينكيشن القابضة" التي تشرف وتدير عدداً كبيراً من مشروعات الإعلام الإلكتروني في مصر، ويمتد نشاطها إلى العالم العربي وبعض دول أفريقيا، وكان من أوائل من توقع سيطرة الإعلام الرقمي، فأنشأ مجلة وموقع "الجمال دوت نت" عام 2003، كأول موقع إلكتروني في العالم العربي يهتم بصناعة الموضة والجمال، ثم أنشأ موقع "بان أراب ميديا" وهو أول موقع باللغة العربية يغطي نشاط صناعة الإعلام والإعلان في المنطقة، وهو أيضاً مؤسس منصة لابوتيك للتجارة الإلكترونية التي يغطي نشاطها العالم العربي وأجزاء من أفريقيا.